# Ludwig Ettmüller
Ernst Moritz Ludwig Ettmüller, född 5 oktober 1802 i Gersdorf vid Löbau i Sachsen, död 15 april 1877 i Zürich, var en tysk germanist.
Ettmüller studerade i Leipzig, blev privatdocent i Jena och blev 1833 professor vid gymnasiet i Zürich, 1863 vid universitetet där. Han utgav en del medelhög- och lågtyska skrifter, till exempel "Kunech Luarin" (1829), "Heinrichs von Meissen des Frauenlobes Leiche, Sprüche und Lieder" (1843), "Heinrich von Veldecke Eneide" (1852), "Theophilus, der Faust des Mittelalters"  (1849), vilka dock sedan länge är föråldrade. 
Ettmüller utarbetade även ett på sin tid ansett Lexicon anglo-saxonicum (1851), samt utgav en anglosaxisk krestomati "Engla and Seaxna scôpas and bôceras" (1850). Han ägnade sig även åt den fornnordiska litteraturen och utgav bland annat en mindre lyckad översättning av en del sånger av Poetiska Eddan, Lieder der Edda von den Nibelungen (1837). Han översatte dessutom hjältesagan "Beowulf" (1840) och utgav litteraturöversikten Handbuch der deutschen Litteraturgeschichte (1847).